# Lista över ledamöter av Sveriges riksdag 1998–2002
Det här är en lista över ledamöter av Sveriges riksdag, mandatperioden 1998–2002.
| Plats | Namn | Namn                           | Parti                    | Valkrets                     |
| ----- | ---- | ------------------------------ | ------------------------ | ---------------------------- |
| 333   |      | Karl Gustav Abramsson          | Socialdemokraterna       | Västerbottens län            |
| 126   |      | Carina Adolfsson Elgestam      | Socialdemokraterna       | Kronobergs län               |
| 225   |      | Berit Adolfsson                | Moderata samlingspartiet | Västra Götalands läns västra |
| 66    |      | Amanda Agestav                 | Kristdemokraterna        | Stockholms län               |
| 254   |      | Urban Ahlin                    | Socialdemokraterna       | Västra Götalands läns östra  |
| 341   |      | Birgitta Ahlqvist              | Socialdemokraterna       | Norrbottens län              |
| 178   |      | Johnny Ahlqvist                | Socialdemokraterna       | Skåne läns norra och östra   |
| 292   |      | Christel Anderberg             | Moderata samlingspartiet | Dalarnas län                 |
| 69    |      | Barbro Andersson Öhrn          | Socialdemokraterna       | Uppsala län                  |
| 185   |      | Anders Andersson               | Kristdemokraterna        | Skåne läns norra och östra   |
| 294   |      | Hans Andersson                 | Vänsterpartiet           | Dalarnas län                 |
| 196   |      | Jörgen Andersson               | Socialdemokraterna       | Hallands län                 |
| 116   |      | Margareta Andersson            | Centerpartiet            | Jönköpings län               |
| 230   |      | Marianne Andersson             | Centerpartiet            | Västra Götalands läns norra  |
| 145   |      | Sten Andersson                 | oberoende                | Malmö kommun                 |
| 98    |      | Yvonne Andersson               | Kristdemokraterna        | Östergötlands län            |
| 206   |      | Kia Andreasson                 | Miljöpartiet de Gröna    | Göteborgs kommun             |
| 262   |      | Sture Arnesson                 | Vänsterpartiet           | Värmlands län                |
| 43    |      | Eva Arvidsson                  | Socialdemokraterna       | Stockholms län               |
| 6     |      | Beatrice Ask                   | Moderata samlingspartiet | Stockholms kommun            |
| 11    |      | Stefan Attefall                | Kristdemokraterna        | Stockholms kommun            |
| 132   |      | Nils Fredrik Aurelius          | Moderata samlingspartiet | Kalmar län                   |
| 100   |      | Gunnar Axén                    | Moderata samlingspartiet | Östergötlands län            |
| 153   |      | Jan Backman                    | Moderata samlingspartiet | Skåne läns västra            |
| 133   |      | Lennart Beijer                 | Vänsterpartiet           | Kalmar län                   |
| 50    |      | Cinnika Beiming                | Socialdemokraterna       | Stockholms län               |
| 163   |      | Inga Berggren                  | Moderata samlingspartiet | Skåne läns södra             |
| 75    |      | Mats Berglind                  | Socialdemokraterna       | Uppsala län                  |
| 223   |      | Mona Berglund Nilsson          | Socialdemokraterna       | Västra Götalands läns västra |
| 323   |      | Rune Berglund                  | Socialdemokraterna       | Jämtlands län                |
| 198   |      | Jan Bergqvist                  | Socialdemokraterna       | Göteborgs kommun             |
| 122   |      | Harald Bergström               | Kristdemokraterna        | Kronobergs län               |
| 305   |      | Sven Bergström                 | Centerpartiet            | Gävleborgs län               |
| 2     |      | Carl Bildt                     | Moderata samlingspartiet | Stockholms kommun            |
| 73    |      | Per Bill                       | Moderata samlingspartiet | Uppsala län                  |
| 30    |      | Knut Billing                   | Moderata samlingspartiet | Stockholms län               |
| 91    |      | Karl-Göran Biörsmark           | Folkpartiet liberalerna  | Östergötlands län            |
| 84    |      | Laila Bjurling                 | Socialdemokraterna       | Södermanlands län            |
| 84    |      | Charlotta L. Bjälkebring       | Vänsterpartiet           | Södermanlands län            |
| 109   |      | Anders Björck                  | Moderata samlingspartiet | Jönköpings län               |
| 293   |      | Ulf Björklund                  | Kristdemokraterna        | Dalarnas län                 |
| 141   |      | Jan Björkman                   | Socialdemokraterna       | Blekinge län                 |
| 242   |      | Lars Björkman                  | Moderata samlingspartiet | Västra Götalands läns södra  |
| 268   |      | Maud Björnemalm                | Socialdemokraterna       | Örebro län,                  |
| 232   |      | Britt Bohlin Olsson            | Socialdemokraterna       | Västra Götalands läns norra  |
| 301   |      | Sinikka Bohlin                 | Socialdemokraterna       | Gävleborgs län               |
| 204   |      | Claes-Göran Brandin            | Socialdemokraterna       | Göteborgs kommun             |
| 70    |      | Ingrid Burman                  | Vänsterpartiet           | Uppsala län                  |
| 297   |      | Laila Bäck                     | Socialdemokraterna       | Dalarnas län                 |
| 220   |      | Lars Bäckström                 | Vänsterpartiet           | Västra Götalands läns västra |
| 217   |      | Lisbet Calner                  | Socialdemokraterna       | Västra Götalands läns västra |
| 127   |      | Leif Carlson                   | Moderata samlingspartiet | Kalmar län                   |
| 250   |      | Birgitta Carlsson              | Centerpartiet            | Västra Götalands läns östra  |
| 89    |      | Inge Carlsson                  | Socialdemokraterna       | Östergötlands län            |
| 201   |      | Marianne Carlström             | Socialdemokraterna       | Göteborgs kommun             |
| 221   |      | Åke Carnerö                    | Kristdemokraterna        | Västra Götalands läns västra |
| 67    |      | Birgitta Dahl                  | Socialdemokraterna       | Uppsala län                  |
| 42    |      | Lennart Daléus                 | Centerpartiet            | Stockholms län               |
| 94    |      | Britt-Marie Danestig           | Vänsterpartiet           | Östergötlands län            |
| 258   |      | Torgny Danielsson              | Socialdemokraterna       | Värmlands län                |
| 37    |      | Inger Davidson                 | Kristdemokraterna        | Stockholms län               |
| 311   |      | Anne-Katrine Dunker            | Moderata samlingspartiet | Gävleborgs län               |
| 314   |      | Susanne Eberstein              | Socialdemokraterna       | Västernorrlands län          |
| 326   |      | Erik Arthur Egervärn           | Centerpartiet            | Jämtlands län                |
| 55    |      | Mats Einarsson                 | Vänsterpartiet           | Stockholms län               |
| 99    |      | Lena Ek                        | Centerpartiet            | Östergötlands län            |
| 179   |      | Maud Ekendahl                  | Moderata samlingspartiet | Skåne läns norra och östra   |
| 243   |      | Berndt Ekholm                  | Socialdemokraterna       | Västra Götalands läns södra  |
| 244   |      | Kjell Eldensjö                 | Kristdemokraterna        | Västra Götalands läns södra  |
| 257   |      | Lars Elinderson                | Moderata samlingspartiet | Västra Götalands läns östra  |
| 49    |      | Catharina Elmsäter-Svärd       | Moderata samlingspartiet | Stockholms län               |
| 124   |      | Tomas Eneroth                  | Socialdemokraterna       | Kronobergs län               |
| 260   |      | Marie Engström                 | Vänsterpartiet           | Värmlands län                |
| 57    |      | Karin Enström                  | Moderata samlingspartiet | Stockholms län               |
| 96    |      | Dan Ericsson                   | Kristdemokraterna        | Östergötlands län            |
| 190   |      | Alf Eriksson                   | Socialdemokraterna       | Hallands län                 |
| 175   |      | Ingvar Eriksson                | Moderata samlingspartiet | Skåne läns norra och östra   |
| 343   |      | Peter Eriksson                 | Miljöpartiet de Gröna    | Norrbottens län              |
| 348   |      | Stig Eriksson                  | Vänsterpartiet           | Norrbottens län              |
| 123   |      | Eskil Erlandsson               | Centerpartiet            | Kronobergs län               |
| 86    |      | Björn von der Esch             | Kristdemokraterna        | Södermanlands län            |
| 68    |      | Gustaf von Essen               | Moderata samlingspartiet | Uppsala län                  |
| 135   |      | Ann-Marie Fagerström           | Socialdemokraterna       | Kalmar län                   |
| 284   |      | Karin Falkmer                  | Moderata samlingspartiet | Västmanlands län             |
| 233   |      | Barbro Feltzing                | Miljöpartiet de Gröna    | Västra Götalands läns norra  |
| 1     |      | Elisabeth Fleetwood            | Moderata samlingspartiet | Stockholms kommun            |
| 205   |      | Eva Flyborg                    | Folkpartiet liberalerna  | Göteborgs kommun             |
| 244   |      | Sonja Fransson                 | Socialdemokraterna       | Västra Götalands läns södra  |
| 270   |      | Rose-Marie Frebran             | Kristdemokraterna        | Örebro län                   |
| 204   |      | Lennart Fridén                 | Moderata samlingspartiet | Göteborgs kommun             |
| 271   |      | Helena Frisk                   | Socialdemokraterna       | Örebro län                   |
| 92    |      | Viola Furubjelke               | Socialdemokraterna       | Östergötlands län            |
| 82    |      | Reynoldh Furustrand            | Socialdemokraterna       | Södermanlands län            |
| 144   |      | Margit Gennser                 | Moderata samlingspartiet | Malmö kommun                 |
| 262   |      | Viviann Gerdin                 | Centerpartiet            | Värmlands län                |
| 77    |      | Gunnar Goude                   | Miljöpartiet de Gröna    | Uppsala län                  |
| 188   |      | Carl Fredrik Graf              | Moderata samlingspartiet | Hallands län                 |
| 346   |      | Lars U. Granberg               | Socialdemokraterna       | Norrbottens län              |
| 148   |      | Marie Granlund                 | Socialdemokraterna       | Malmö kommun                 |
| 290   |      | Per Erik Granström             | Socialdemokraterna       | Dalarnas län                 |
| 253   |      | Monica Green                   | Socialdemokraterna       | Västra Götalands läns östra  |
| 292   |      | Rolf Gunnarsson                | Moderata samlingspartiet | Dalarnas län                 |
| 251   |      | Holger Gustafsson              | Kristdemokraterna        | Västra Götalands läns östra  |
| 196   |      | Lars Gustafsson                | Kristdemokraterna        | Hallands län                 |
| 331   |      | Lennart Gustavsson             | Vänsterpartiet           | Västerbottens län            |
| 106   |      | Åke Gustavsson                 | Socialdemokraterna       | Jönköpings län               |
| 143   |      | Johnny Gylling                 | Kristdemokraterna        | Blekinge län                 |
| 83    |      | Michael Hagberg                | Socialdemokraterna       | Södermanlands län            |
| 61    |      | Catharina Hagen                | Moderata samlingspartiet | Stockholms län               |
| 92    |      | Stefan Hagfeldt                | Moderata samlingspartiet | Östergötlands län            |
| 171   |      | Caroline Hagström              | Kristdemokraterna        | Skåne läns södra             |
| 253   |      | Ulla-Britt Hagström            | Kristdemokraterna        | Västra Götalands läns östra  |
| 58    |      | Carl B. Hamilton               | Folkpartiet liberalerna  | Stockholms län               |
| 170   |      | Matz Hammarström               | Miljöpartiet de Gröna    | Skåne läns södra             |
| 129   |      | Agne Hansson                   | Centerpartiet            | Kalmar län                   |
| 136   |      | Roy Hansson                    | Moderata samlingspartiet | Gotlands län                 |
| 19    |      | Carl Erik Hedlund              | Moderata samlingspartiet | Stockholms kommun            |
| 69    |      | Lennart Hedquist               | Moderata samlingspartiet | Uppsala län                  |
| 282   |      | Kerstin Heinemann              | Folkpartiet liberalerna  | Västmanlands län             |
| 38    |      | Chris Heister                  | Moderata samlingspartiet | Stockholms län               |
| 304   |      | Owe Hellberg                   | Vänsterpartiet           | Gävleborgs län               |
| 164   |      | Gun Hellsvik                   | Moderata samlingspartiet | Skåne läns södra             |
| 201   |      | Tom Heyman                     | Moderata samlingspartiet | Göteborgs kommun             |
| 97    |      | Helena Hillar Rosenqvist       | Miljöpartiet de Gröna    | Östergötlands län            |
| 281   |      | Lena Hjelm-Wallén              | Socialdemokraterna       | Västmanlands län             |
| 247   |      | Lars Hjertén                   | Moderata samlingspartiet | Västra Götalands läns östra  |
| 191   |      | Hans Hjortzberg-Nordlund       | Moderata samlingspartiet | Hallands län                 |
| 7     |      | Ulla Hoffmann                  | Vänsterpartiet           | Stockholms kommun            |
| 342   |      | Siv Holma                      | Vänsterpartiet           | Norrbottens län              |
| 270   |      | Nils-Göran Holmqvist           | Socialdemokraterna       | Örebro län                   |
| 200   |      | Sven Hulterström               | Socialdemokraterna       | Göteborgs kommun             |
| 157   |      | Cristina Husmark Pehrsson      | Moderata samlingspartiet | Skåne läns västra            |
| 115   |      | Carina Hägg                    | Socialdemokraterna       | Jönköpings län               |
| 111   |      | Göran Hägglund                 | Kristdemokraterna        | Jönköpings län               |
| 159   |      | Kent Härstedt                  | Socialdemokraterna       | Skåne läns västra            |
| 122   |      | Anders G. Högmark              | Moderata samlingspartiet | Kronobergs län               |
| 283   |      | Tomas Högström                 | Moderata samlingspartiet | Västmanlands län             |
| 16    |      | Helena Höij                    | Kristdemokraterna        | Stockholms kommun            |
| 1     |      | Gunnar Hökmark                 | Moderata samlingspartiet | Stockholms kommun            |
| 281   |      | Margareta Israelsson           | Socialdemokraterna       | Västmanlands län             |
| 290   |      | Magnus Jacobsson               | Kristdemokraterna        | Västmanlands län             |
| 139   |      | Karin Jeppsson                 | Socialdemokraterna       | Blekinge län                 |
| 209   |      | Berit Jóhannesson              | Vänsterpartiet           | Göteborgs kommun             |
| 30    |      | Anita Johansson                | Socialdemokraterna       | Stockholms län               |
| 259   |      | Ann-Kristine Johansson         | Socialdemokraterna       | Värmlands län                |
| 36    |      | Eva Johansson                  | Socialdemokraterna       | Stockholms län               |
| 294   |      | Kenneth Johansson              | Centerpartiet            | Dalarnas län                 |
| 274   |      | Mikael Johansson               | Miljöpartiet de Gröna    | Örebro län                   |
| 171   |      | Morgan Johansson               | Socialdemokraterna       | Skåne läns södra             |
| 223   |      | Märta Johansson                | Socialdemokraterna       | Västra Götalands läns västra |
| 229   |      | Ingvar Johnsson                | Socialdemokraterna       | Västra Götalands läns norra  |
| 142   |      | Jeppe Johnsson                 | Moderata samlingspartiet | Blekinge län                 |
| 228   |      | Elver Jonsson                  | Folkpartiet liberalerna  | Västra Götalands läns norra  |
| 108   |      | Göte Jonsson                   | Moderata samlingspartiet | Jönköpings län               |
| 13    |      | Ingemar Josefsson              | Socialdemokraterna       | Stockholms kommun            |
| 136   |      | Håkan Juholt                   | Socialdemokraterna       | Kalmar län                   |
| 305   |      | Thomas Julin                   | Miljöpartiet de Gröna    | Gävleborgs län               |
| 4     |      | Henrik S. Järrel               | Moderata samlingspartiet | Stockholms kommun            |
| 165   |      | Anita Jönsson                  | Socialdemokraterna       | Skåne läns södra             |
| 158   |      | Anders Karlsson                | Socialdemokraterna       | Skåne läns västra            |
| 271   |      | Hans Karlsson                  | Socialdemokraterna       | Örebro län                   |
| 195   |      | Kjell-Erik Karlsson            | Vänsterpartiet           | Hallands län                 |
| 272   |      | Ola Karlsson                   | Moderata samlingspartiet | Örebro län                   |
| 330   |      | Rinaldo Karlsson               | Socialdemokraterna       | Västerbottens län            |
| 93    |      | Sonia Karlsson                 | Socialdemokraterna       | Östergötlands län            |
| 186   |      | Rolf Kenneryd                  | Centerpartiet            | Hallands län                 |
| 264   |      | Dan Kihlström                  | Kristdemokraterna        | Värmlands län                |
| 242   |      | Arne Kjörnsberg                | Socialdemokraterna       | Västra Götalands läns södra  |
| 95    |      | Maj-Inger Klingvall            | Socialdemokraterna       | Östergötlands län            |
| 339   |      | Lennart Klockare               | Socialdemokraterna       | Norrbottens län              |
| 194   |      | Lennart Kollmats               | Folkpartiet liberalerna  | Hallands län                 |
| 11    |      | Ulf Kristersson                | Moderata samlingspartiet | Stockholms kommun            |
| 315   |      | Kerstin Kristiansson Karlstedt | Socialdemokraterna       | Västernorrlands län          |
| 60    |      | Kenneth Kvist                  | Vänsterpartiet           | Stockholms län               |
| 10    |      | Bo Könberg                     | Folkpartiet liberalerna  | Stockholms kommun            |
| 224   |      | Per Lager                      | Miljöpartiet de Gröna    | Västra Götalands läns västra |
| 258   |      | Jarl Lander                    | Socialdemokraterna       | Värmlands län                |
| 81    |      | Henrik Landerholm              | Moderata samlingspartiet | Södermanlands län            |
| 210   |      | Per Landgren                   | Kristdemokraterna        | Göteborgs kommun             |
| 156   |      | Kenneth Lantz                  | Kristdemokraterna        | Skåne läns västra            |
| 276   |      | Sofia Larsen                   | Centerpartiet            | Örebro län                   |
| 9     |      | Ewa Larsson                    | Miljöpartiet de Gröna    | Stockholms kommun            |
| 176   |      | Kaj Larsson                    | Socialdemokraterna       | Skåne läns norra och östra   |
| 17    |      | Kalle Larsson                  | Vänsterpartiet           | Stockholms kommun            |
| 118   |      | Maria Larsson                  | Kristdemokraterna        | Jönköpings län               |
| 24    |      | Roland Larsson                 | Socialdemokraterna       | Stockholms kommun            |
| 31    |      | Lars Leijonborg                | Folkpartiet liberalerna  | Stockholms län               |
| 238   |      | Björn Leivik                   | Moderata samlingspartiet | Västra Götalands läns norra  |
| 33    |      | Sören Lekberg                  | Socialdemokraterna       | Stockholms län               |
| 36    |      | Göran Lennmarker               | Moderata samlingspartiet | Stockholms län               |
| 14    |      | Anna Lilliehöök                | Moderata samlingspartiet | Stockholms kommun            |
| 329   |      | Mats Lindberg                  | Socialdemokraterna       | Västerbottens län            |
| 207   |      | Göran Lindblad                 | Moderata samlingspartiet | Göteborgs kommun             |
| 172   |      | Lars Lindblad                  | Moderata samlingspartiet | Skåne läns södra             |
| 287   |      | Tanja Linderborg               | Vänsterpartiet           | Västmanlands län             |
| 5     |      | Sylvia Lindgren                | Socialdemokraterna       | Stockholms kommun            |
| 87    |      | Anna Lindh                     | Socialdemokraterna       | Södermanlands län            |
| 149   |      | Britt-Marie Lindkvist          | Socialdemokraterna       | Malmö kommun                 |
| 194   |      | Ester Lindstedt-Staaf          | Kristdemokraterna        | Hallands län                 |
| 342   |      | Olle Lindström                 | Moderata samlingspartiet | Norrbottens län              |
| 48    |      | Gudrun Lindvall                | Miljöpartiet de Gröna    | Stockholms län               |
| 313   |      | Agneta Lundberg                | Socialdemokraterna       | Västernorrlands län          |
| 328   |      | Carin Lundberg                 | Socialdemokraterna       | Västerbottens län            |
| 269   |      | Inger Lundberg                 | Socialdemokraterna       | Örebro län                   |
| 179   |      | Bo Lundgren                    | Moderata samlingspartiet | Skåne läns norra och östra   |
| 150   |      | Sten Lundström                 | Vänsterpartiet           | Malmö kommun                 |
| 203   |      | Johan Lönnroth                 | Vänsterpartiet           | Göteborgs kommun             |
| 146   |      | Lars-Erik Lövdén               | Socialdemokraterna       | Malmö kommun                 |
| 211   |      | Cecilia Magnusson              | Moderata samlingspartiet | Göteborgs kommun             |
| 280   |      | Göran Magnusson                | Socialdemokraterna       | Västmanlands län             |
| 308   |      | Ragnwi Marcelind               | Kristdemokraterna        | Gävleborgs län               |
| 85    |      | Elisebeht Markström            | Socialdemokraterna       | Södermanlands län            |
| 35    |      | Jerry Martinger                | Moderata samlingspartiet | Stockholms län               |
| 303   |      | Ulrica Messing                 | Socialdemokraterna       | Gävleborgs län               |
| 332   |      | Maggi Mikaelsson               | Vänsterpartiet           | Västerbottens län            |
| 45    |      | Carina Moberg                  | Socialdemokraterna       | Stockholms län               |
| 314   |      | Per-Richard Molén              | Moderata samlingspartiet | Västernorrlands län          |
| 237   |      | Christina Oskarsson            | Socialdemokraterna       | Västra Götalands läns norra  |
| 155   |      | Annika Nilsson                 | Socialdemokraterna       | Skåne läns västra            |
| 93    |      | Carl G. Nilsson                | Moderata samlingspartiet | Östergötlands län            |
| 219   |      | Lennart Nilsson                | Socialdemokraterna       | Västra Götalands läns västra |
| 112   |      | Martin Nilsson                 | Socialdemokraterna       | Jönköpings län               |
| 169   |      | Ulf Nilsson                    | Folkpartiet liberalerna  | Skåne läns södra             |
| 266   |      | Per-Samuel Nisser              | Moderata samlingspartiet | Värmlands län                |
| 276   |      | Elise Norberg                  | Vänsterpartiet           | Örebro län                   |
| 80    |      | Harald Nordlund                | Folkpartiet liberalerna  | Uppsala län                  |
| 249   |      | Kjell Nordström                | Socialdemokraterna       | Västra Götalands läns östra  |
| 302   |      | Patrik Norinder                | Moderata samlingspartiet | Gävleborgs län               |
| 316   |      | Göran Norlander                | Socialdemokraterna       | Västernorrlands län          |
| 44    |      | Pär Nuder                      | Socialdemokraterna       | Stockholms län               |
| 235   |      | Elizabeth Nyström              | Moderata samlingspartiet | Västra Götalands läns norra  |
| 202   |      | Ingrid Näslund                 | Kristdemokraterna        | Göteborgs kommun             |
| 35    |      | Mats Odell                     | Kristdemokraterna        | Stockholms län               |
| 3     |      | Mikael Odenberg                | Moderata samlingspartiet | Stockholms kommun            |
| 255   |      | Carina Ohlsson                 | Socialdemokraterna       | Västra Götalands läns östra  |
| 15    |      | Lars Ohly                      | Vänsterpartiet           | Stockholms kommun            |
| 166   |      | Ronny Olander                  | Socialdemokraterna       | Skåne läns södra             |
| 222   |      | Kent Olsson                    | Moderata samlingspartiet | Västra Götalands läns västra |
| 301   |      | Lena Olsson                    | Vänsterpartiet           | Dalarnas län                 |
| 203   |      | Rolf Olsson                    | Vänsterpartiet           | Göteborgs kommun             |
| 76    |      | Mikael Oscarsson               | Kristdemokraterna        | Uppsala län                  |
| 313   |      | Yvonne Oscarsson               | Vänsterpartiet           | Gävleborgs län               |
| 263   |      | Runar Patriksson               | Folkpartiet liberalerna  | Värmlands län                |
| 273   |      | Peter Pedersen                 | Vänsterpartiet           | Örebro län                   |
| 275   |      | Johan Pehrson                  | Folkpartiet liberalerna  | Örebro län                   |
| 16    |      | Nalin Pekgul                   | Socialdemokraterna       | Stockholms kommun            |
| 147   |      | Bertil Persson                 | Moderata samlingspartiet | Malmö kommun                 |
| 167   |      | Catherine Persson              | Socialdemokraterna       | Skåne läns södra             |
| 147   |      | Göran Persson                  | Socialdemokraterna       | Malmö kommun                 |
| 113   |      | Margareta Persson              | Socialdemokraterna       | Jönköpings län               |
| 177   |      | Siw Persson                    | oberoende                | Skåne läns norra och östra   |
| 261   |      | Marina Pettersson              | Socialdemokraterna       | Värmlands län                |
| 40    |      | Karin Pilsäter                 | Folkpartiet liberalerna  | Stockholms län               |
| 47    |      | Marietta de Pourbaix-Lundin    | Moderata samlingspartiet | Stockholms län               |
| 130   |      | Chatrine Pålsson Ahlgren       | Kristdemokraterna        | Kalmar län                   |
| 306   |      | Raimo Pärssinen                | Socialdemokraterna       | Gävleborgs län               |
| 41    |      | Ola Rask                       | Socialdemokraterna       | Stockholms län               |
| 39    |      | Fredrik Reinfeldt              | Moderata samlingspartiet | Stockholms län               |
| 221   |      | Inger René                     | Moderata samlingspartiet | Västra Götalands läns västra |
| 38    |      | Stig Rindborg                  | Moderata samlingspartiet | Stockholms län               |
| 134   |      | Agneta Ringman                 | Socialdemokraterna       | Kalmar län                   |
| 245   |      | Jonas Ringqvist                | Vänsterpartiet           | Västra Götalands läns södra  |
| 232   |      | Fanny Rizell                   | Kristdemokraterna        | Västra Götalands läns norra  |
| 252   |      | Per Rosengren                  | Vänsterpartiet           | Västra Götalands läns östra  |
| 224   |      | Rosita Runegrund               | Kristdemokraterna        | Västra Götalands läns västra |
| 9     |      | Yvonne Ruwaida                 | Miljöpartiet de Gröna    | Stockholms kommun            |
| 291   |      | Bengt-Ola Ryttar               | Socialdemokraterna       | Dalarnas län                 |
| 265   |      | Jan-Evert Rådhström            | Moderata samlingspartiet | Värmlands län                |
| 187   |      | Ingegerd Sahlström             | Socialdemokraterna       | Hallands län                 |
| 233   |      | Marianne Samuelsson            | Miljöpartiet de Gröna    | Jönköpings län               |
| 329   |      | Lena Sandlin-Hedman            | Socialdemokraterna       | Västerbottens län            |
| 233   |      | Stig Sandström                 | Vänsterpartiet           | Västra Götalands läns norra  |
| 336   |      | Åke Sandström                  | Centerpartiet            | Västerbottens län            |
| 0     |      | Birger Schlaug                 | Miljöpartiet de Gröna    | Södermanlands län            |
| 7     |      | Pierre Schori                  | Socialdemokraterna       | Stockholms kommun            |
| 33    |      | Gudrun Schyman                 | Vänsterpartiet           | Stockholms län               |
| 8     |      | Inger Segelström               | Socialdemokraterna       | Stockholms kommun            |
| 317   |      | Birgitta Sellén                | Centerpartiet            | Västernorrlands län          |
| 208   |      | Anita Sidén                    | Moderata samlingspartiet | Göteborgs kommun             |
| 152   |      | Bengt Silfverstrand            | Socialdemokraterna       | Skåne läns västra            |
| 335   |      | Anders Sjölund                 | Moderata samlingspartiet | Västerbottens län            |
| 182   |      | Sven-Erik Sjöstrand            | Vänsterpartiet           | Skåne läns norra och östra   |
| 140   |      | Christer Skoog                 | Socialdemokraterna       | Blekinge län                 |
| 180   |      | Tuve Skånberg                  | Kristdemokraterna        | Skåne läns norra och östra   |
| 1     |      | Carl-Erik Skårman              | Moderata samlingspartiet | Stockholms kommun            |
| 216   |      | Kenth Skårvik                  | Folkpartiet liberalerna  | Västra Götalands läns västra |
| 326   |      | Camilla Sköld Jansson          | Vänsterpartiet           | Jämtlands län                |
| 96    |      | Berndt Sköldestig              | Socialdemokraterna       | Östergötlands län            |
| 257   |      | Lisbeth Staaf-Igelström        | Socialdemokraterna       | Värmlands län                |
| 160   |      | Tasso Stafilidis               | Vänsterpartiet           | Skåne läns västra            |
| 295   |      | Kerstin-Maria Stalin           | Miljöpartiet de Gröna    | Dalarnas län                 |
| 312   |      | Hans Stenberg                  | Socialdemokraterna       | Västernorrlands län          |
| 71    |      | Rigmor Stenmark                | Centerpartiet            | Uppsala län                  |
| 323   |      | Claes Stockhaus                | Vänsterpartiet           | Västernorrlands län          |
| 62    |      | Inger Strömbom                 | Kristdemokraterna        | Stockholms län               |
| 325   |      | Ola Sundell                    | Moderata samlingspartiet | Jämtlands län                |
| 345   |      | Anders Sundström               | Socialdemokraterna       | Norrbottens län              |
| 170   |      | Karin Svensson Smith           | Vänsterpartiet           | Skåne läns södra             |
| 110   |      | Alf Svensson                   | Kristdemokraterna        | Jönköpings län               |
| 48    |      | Ingvar Svensson                | Kristdemokraterna        | Stockholms län               |
| 307   |      | Per-Olof Svensson              | Socialdemokraterna       | Gävleborgs län               |
| 42    |      | Björn von Sydow                | Socialdemokraterna       | Stockholms län               |
| 141   |      | Willy Söderdahl                | Vänsterpartiet           | Blekinge län                 |
| 234   |      | Nils-Erik Söderqvist           | Socialdemokraterna       | Västra Götalands läns norra  |
| 173   |      | Ewa Thalén Finné               | Moderata samlingspartiet | Skåne läns södra             |
| 32    |      | Ingela Thalén                  | Socialdemokraterna       | Stockholms län               |
| 334   |      | Gunilla Tjernberg              | Kristdemokraterna        | Västerbottens län            |
| 29    |      | Lars Tobisson                  | Moderata samlingspartiet | Stockholms län               |
| 272   |      | Sten Tolgfors                  | Moderata samlingspartiet | Örebro län                   |
| 225   |      | Åsa Torstensson                | Centerpartiet            | Västra Götalands läns västra |
| 296   |      | Marita Ulvskog                 | Socialdemokraterna       | Dalarnas län                 |
| 92    |      | Per Unckel                     | Moderata samlingspartiet | Östergötlands län            |
| 318   |      | Gunilla Wahlén                 | Vänsterpartiet           | Västernorrlands län          |
| 117   |      | Göte Wahlström                 | Socialdemokraterna       | Jönköpings län               |
| 51    |      | Tommy Waidelich                | Socialdemokraterna       | Stockholms län               |
| 149   |      | Maj-Britt Wallhorn             | Kristdemokraterna        | Malmö kommun                 |
| 183   |      | Gunnel Wallin                  | Centerpartiet            | Skåne läns norra och östra   |
| 125   |      | Lars Wegendal                  | Socialdemokraterna       | Kronobergs län               |
| 161   |      | Karin Wegestål                 | Socialdemokraterna       | Skåne läns södra             |
| 181   |      | Ulla Wester                    | Socialdemokraterna       | Skåne läns norra och östra   |
| 81    |      | Per Westerberg                 | Moderata samlingspartiet | Södermanlands län            |
| 3     |      | Barbro Westerholm              | Folkpartiet liberalerna  | Stockholms kommun            |
| 191   |      | Majléne Westerlund Panke       | Socialdemokraterna       | Hallands län                 |
| 52    |      | Henrik Westman                 | Moderata samlingspartiet | Stockholms län               |
| 322   |      | Margareta Winberg              | Socialdemokraterna       | Jämtlands län                |
| 138   |      | Lilian Virgin                  | Socialdemokraterna       | Gotlands län                 |
| 102   |      | Carlinge Wisberg               | Vänsterpartiet           | Östergötlands län            |
| 8     |      | Birgitta Wistrand              | Moderata samlingspartiet | Stockholms kommun            |
| 206   |      | Siw Wittgren-Ahl               | Socialdemokraterna       | Göteborgs kommun             |
| 189   |      | Liselotte Wågö                 | Moderata samlingspartiet | Hallands län                 |
| 344   |      | Erling Wälivaara               | Kristdemokraterna        | Norrbottens län              |
| 236   |      | Ingemar Vänerlöv               | Kristdemokraterna        | Västra Götalands läns norra  |
| 123   |      | Lennart Värmby                 | Vänsterpartiet           | Kronobergs län               |
| 179   |      | Ingegerd Wärnersson            | Socialdemokraterna       | Skåne läns norra och östra   |
| 12    |      | Anders Ygeman                  | Socialdemokraterna       | Stockholms kommun            |
| 285   |      | Mariann Ytterberg              | Socialdemokraterna       | Västmanlands län             |
| 5     |      | Eva Zetterberg                 | Vänsterpartiet           | Stockholms kommun            |
| 14    |      | Rolf Åbjörnsson                | Kristdemokraterna        | Stockholms kommun            |
| 318   |      | Jan Erik Ågren                 | Kristdemokraterna        | Västernorrlands län          |
| 154   |      | Anna Åkerhielm                 | Moderata samlingspartiet | Skåne läns västra            |
| 54    |      | Lars Ångström                  | Miljöpartiet de Gröna    | Stockholms län               |
| 332   |      | Yvonne Ångström                | Folkpartiet liberalerna  | Västerbottens län            |
| 310   |      | Erik Åsbrink                   | Socialdemokraterna       | Gävleborgs län               |
| 114   |      | Alice Åström                   | Vänsterpartiet           | Jönköpings län               |
| 95    |      | Conny Öhman                    | Socialdemokraterna       | Östergötlands län            |
| 341   |      | Monica Öhman                   | Socialdemokraterna       | Norrbottens län              |
| 131   |      | Krister Örnfjäder              | Socialdemokraterna       | Kalmar län                   |
| 284   |      | Sven-Erik Österberg            | Socialdemokraterna       | Västmanlands län             |
| 74    |      | Thomas Östros                  | Socialdemokraterna       | Uppsala län                  |